# Ramon Masnou i Boixeda
Ramon Masnou i Boixeda (Santa Eugènia de Berga, Osona, 3 de setembre de 1907 - Vic, Osona, 9 de juny 2004) fou un eclesiàstic i bisbe català. Anomenat de manera afectuosa pels vigatans com en Ramon de les Cabres, ja que els seus sermons sovint parlaven del pastor que guia el seu ramat.

## Biografia
Estudià al seminari de Vic, del qual més tard seria professor. Fou ordenat sacerdot a Vic pel bisbe Joan Perelló i Pou el 21 de març de 1931. Es doctorà en teologia a la Universitat Gregoriana de Roma.
El 1952 fou nomenat bisbe titular de Caeciri i auxiliar de Vic. Rebé la consagració episcopal el 23 de novembre d'aquell any de mans del vigatà Jaume Font i Andreu, aleshores bisbe de Donòstia. Succeí al bisbe Perelló en la mitra de Vic el 2 de desembre de 1955. L'11 d'octubre de 1959 va presidir la coronació canònica de la imatge de la Verge de la Pietat, situada a l'església del Convent de Sant Agustí d'Igualada, gràcies a un privilegi concedit pel papa Joan XXIII.
Fou el primer bisbe contemporani que escriví les pastorals en català i un dels primers que se sentí identificat amb l'esperit i les reivindicacions catalanes. Escriví diversos llibres, els més famosos El problema català (1986) i la Carta sobre els nacionalismes (1996), originalment en castellà i adreçada als catòlics immigrats per a explicar la compatibilitat entre cristianisme i catalanisme.
El 1983 va rebre la Creu de Sant Jordi i el 20 de juny d'aquell mateix any li fou acceptada la renúncia.

## Obres
- El problema català. Reflexions per al diàleg (1986)
- Hores de recolliment. Diari íntim dels darrers mesos de la guerra (febrer-desembre de 1938) (1996)
- Carta sobre nacionalismes (1996)
- I si parléssim de diners? (1996)
- Estimem l'Església! Reflexió sobre el plebiscit eclesial "Som Església" (1999)
- Epíleg a Chiesa e Minoranze Etniche (1997) de Kurt Egger, germà del bisbe de Bozen-Brixen Wilhelm Egger
- Testament espiritual (2002)